# 東葛人車鉄道

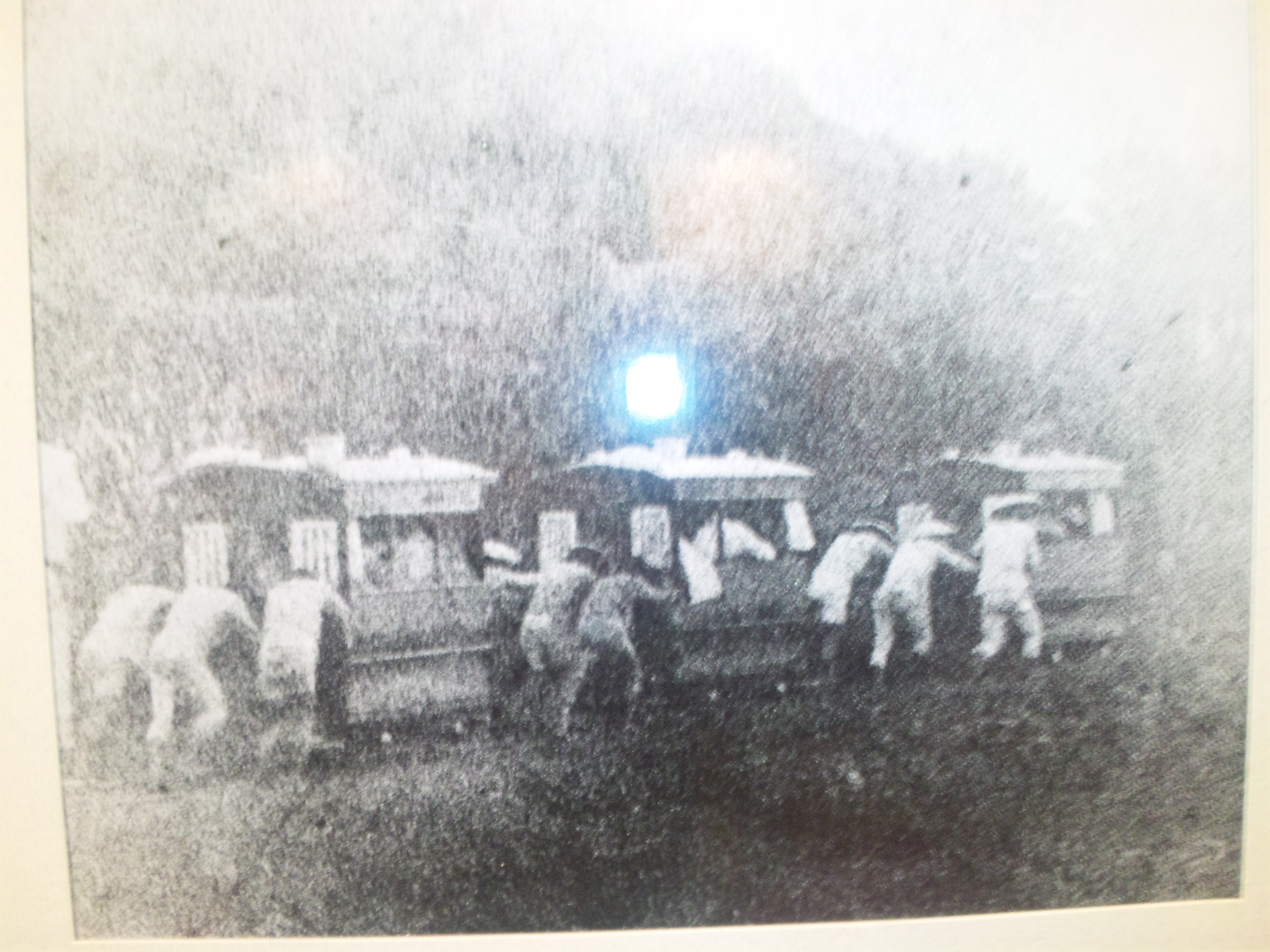
東葛人車鉄道

東葛人車鉄道（とうかつじんしゃてつどう）は、千葉県東葛飾郡鎌ケ谷村（現・鎌ケ谷市）・法典村（現・船橋市）・中山村・行徳町（ともに現・市川市）に1909年から1918年まで存在した人車軌道、およびその経営会社である。サツマイモや薪炭などといった貨物の輸送を中心に旅客輸送も行なっており、路線の半分以上は木下街道（現・千葉県道59号市川印西線）上に敷設されていた。

## 概要

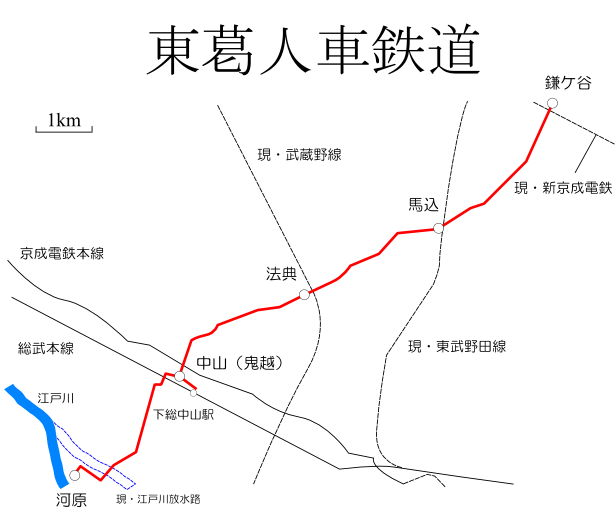
東葛人車鉄道路線図。実線は当時開業済の鉄道路線、破線は当時未開業の鉄道路線である

江戸時代以降、陸奥方面から江戸への幹線輸送路は利根川-江戸川という水運ルートであったが、この幹線ルートの短絡路として、木下町（現・印西市）と行徳町を結ぶ木下街道があり、これは鮮魚などスピードが要求される荷の運搬によく使用されていた。しかし、木下街道は雨が降ると激しくぬかるみ交通が途絶する悪路でもあり、このため、周辺住民からは天候に左右されない交通機関が望まれていた。このような中、八幡町（現・市川市）の高橋健は、木下街道上に人車軌道を敷設することを計画する。計画に対し特許が下りたのは1907年（明治40年）4月26日であったが、不況のため資金調達が難航し、会社が創立され工事が開始されたのは1908年（明治41年）10月であった。なお、社長には当時法典村村長であった鈴木清が選ばれている。着工が雨期を外れていたこともあって工事は滞りなく進み、1909年（明治42年）9月28日には中山村深町-鎌ケ谷村本田（鎌ケ谷荷扱所）間が開業した。線路は全区間が木下街道上の南側に設けられており、単線であった。軌間は1フィート9インチ（約533mm）で申請・許可されていたが、これは他に類を見ないものであり、実際は2フィート (610mm) であっただろうとみられている。また、深町・法典・馬込・鎌ケ谷の4箇所に荷扱いと対向車退避を行なう荷扱所が設けられ、車庫は深町に仮設された。
当初は貨物輸送のみの運行で、サツマイモやムギのほか、肥料としての人馬牛糞などが輸送されていたが、1911年（明治44年）1月からは旅客輸送も開始した。これに伴い、途中数ヶ所に待避線が新設されている。
1912年（大正元年）10月5日には、当初の建設計画のうち未成線であった深町-鬼越（中山荷扱所）間が開業する。この区間に関しては、深町の急坂が障害になったことと、市街地を通るため調整が必要であったことが遅れての開業となった原因だとみられている。この開業に合わせて、本社と車庫が鬼越に置かれることとなった。
また、この建設と平行して、中山駅前-鬼越間および鬼越-行徳河原間の建設も新たに計画され、これは1913年（大正2年）に開業した。この延長は、中山駅（現・下総中山駅）での総武本線との接続および行徳での江戸川舟運との接続を図ったものとみられている。また、この延長区間では総武本線と平面交差をしていた。
このように路線を拡大していった東葛人車鉄道であったが、その経営は苦しかった。特に、行徳延長時の資金を借入金に依存したことは大きく、利子負担は収入の4分の1に達するほどであり、このため毎年欠損を重ねることになる。このような状況下で、1917年（大正6年）には、社長の一存でレールを鉄材として売却することが決まり、法典-鎌ケ谷間が取り外された。この頃からは運行がどうなっていたのかも不明である。結局、1918年（大正7年）10月3日に営業が廃止され、11月8日には会社が解散。こうして東葛人車鉄道は消滅した。廃止の直接的な原因としては、中山-行徳河原間の線路を分断する江戸川放水路の開削、京成電気軌道（現・京成電鉄）の中山開通、1917年の台風（高潮によって行徳塩田がほぼ壊滅するほどの規模であった）による被害などといった点が挙げられている。

### 路線データ
- 路線距離：約12.33km（7マイル53チェーン）
  - うち専用軌道：1.65km（1マイル2チェーン）
- 軌間：610mm
- 複線区間：なし（全線単線）
- 電化区間：なし（全線非電化）

## 運行形態
中山-鎌ケ谷間が8往復・所要時間1時間30分、中山-河原間が12往復・所要時間30分であった。
中山-中山駅間は、貨物輸送は行なわれていたことが判明しているが、旅客輸送が行なわれていたかどうかは不明である。

## 歴史
- 1907年（明治40年）4月26日 - 特許。
- 1908年（明治41年）10月9日 - 着工。
- 1909年（明治42年）9月28日 - 深町-本田（鎌ケ谷荷扱所）間開業。
- 1911年（明治44年）1月 - 旅客輸送開始。
- 1912年（大正元年）10月5日 - 鬼越（中山荷扱所）-深町間開業。
- 1913年（大正2年） - 中山駅前-鬼越、鬼越-行徳河原（河原荷扱所）間開業。
- 1917年（大正6年）8月ごろ - 法典-鎌ケ谷間の軌道撤去。
- 1918年（大正7年）2月ごろ - 営業休止。
- 1918年（大正7年）10月3日 - 営業廃止。
- 1918年（大正7年）11月8日 - 会社解散。

## 荷扱所・待避所一覧
河原 - 田尻 - 中山 - 中山一区 - 法典 - 法典一区 - 法典二区 - 馬込 - 馬込一区 - 鎌ケ谷
（中山） - 中山駅前
河原・中山・法典・馬込・鎌ケ谷は荷扱所、それ以外は待避所（施設は待避線のみ）である。ただし、旅客は荷扱所・待避所に限らず路線のどこでも乗降できた。河原荷扱所は現在の行徳橋、法典荷扱所は現在の船橋法典駅、馬込荷扱所は現在の馬込沢駅、鎌ケ谷荷扱所は現在の鎌ヶ谷大仏駅付近にそれぞれ位置する。

## 輸送・収支実績・車両数
| 年度 | 乗客（人） | 貨物量（トン） | 営業収入（円） | 営業費（円） | 益金（円） | その他益金（円） | 支払利子（円） | 客車 | 貨車 |
| ---- | ---------- | -------------- | -------------- | ------------ | ---------- | ---------------- | -------------- | ---- | ---- |
| 1909 |            | 2,151          | 1,531          | 1,804        | ▲ 273      | 19               |                |      | 50   |
| 1910 |            | 6,476          | 5,357          | 4,723        | 634        | 利子16           |                |      | 50   |
| 1911 | 13,415     | 15,557         | 5,782          | 5,259        | 523        |                  | 160            | 4    | 50   |
| 1912 | 11,586     | 17,566         | 7,252          | 7,010        | 242        | 利子189          |                |      | 54   |
| 1913 | 18,004     | 19,233         | 8,704          | 8,872        | ▲ 168      |                  |                | 6    | 54   |
| 1914 | 30,042     | 9,661          | 12,613         | 11,149       | 1,464      |                  | 3,056          | 5    | 64   |
| 1915 | 30,303     | 10,656         | 13,458         | 12,654       | 804        |                  | 3,030          | 6    | 64   |
| 1916 | 35,820     | 10,944         | 13,897         | 12,116       | 1,781      |                  |                | 6    | 64   |
| 1917 | 28,972     | 7,770          | 10,889         | 12,587       | ▲ 1,698    |                  |                | 6    | 64   |
| 1918 | 11,969     | 1,200          | 2,829          | 5,820        | ▲ 2,991    |                  |                |      |      |

- 鉄道院年報、鉄道院鉄道統計資料各年度版

## 車両
開業当初は貨物輸送のみの営業であったため、約1トン積みの貨車のみが50両存在していた。旅客輸送を開始するにあたって、8人乗りの客車が4両新製されている。その後、中山駅前-鬼越、鬼越-行徳河原間の開業に合わせて客車2両と貨車20両が増備された。
客車は、トロッコにテント張りの屋根を付けた簡易なものと、ドア・ガラス窓の付いた本格的なものの2種類が存在した。